# Luis Yáñez
Luis Yáñez-Barnuevo García (Coria del Río, 12 de abril de 1943) es un médico y político español, eurodiputado por el Partido Socialista Obrero Español.

## Biografía
Nacido en Coria del Río, en una familia de amplia vinculación con la política. Su hermano, Juan Antonio Yáñez-Barnuevo, diplomático, fue secretario de Estado de Asuntos Exteriores e Iberoamericanos entre 2010 y 2011. Luis se licenció en Medicina y Cirugía en 1967, se doctoró en Ginecología en 1970. En su desempeño profesional fue adjunto en Sevilla en 1971 y jefe de la sección de ginecología en Málaga en 1974.

## Política
Como político, se integró dentro de las filas del Partido Socialista Obrero Español (PSOE) durante la clandestinidad en la dictadura franquista, formando el núcleo de dirigentes sevillanos del interior junto a otros destacados miembros como Felipe González y Alfonso Guerra. En el PSOE fue secretario de relaciones internacionales de la Comisión Ejecutiva de 1975 a 1979, presidente del PSOE de Andalucía de 1980 a 1985 y miembro del Comité Federal desde 1980.
En las elecciones generales españolas de 1977 fue elegido diputado al Congreso por vez primera, repitiendo escaño en las sucesivas legislaturas hasta el 2000. Durante los gobiernos de Felipe González fue secretario de Estado de Cooperación Internacional y para Iberoamérica de 1985 a 1991. Durante este tiempo fue elegido concejal del Ayuntamiento de Sevilla en las elecciones municipales de 1991, actuando como portavoz del grupo municipal socialista. 
De 1999 a 2004 fue miembro de las asambleas parlamentarias del Consejo de Europa y de la Unión Europea Occidental. Integrado en la candidatura para las elecciones europeas en 2004 y en 2009, fue elegido eurodiputado por el PSOE, integándose en el Grupo Socialista del Parlamento Europeo. Fue presidente de la Conferencia de presidentes de Delegación y de la Delegación para las Relaciones con los Países del Mercosur.